# Грејси
Грејси или Грејеви (енгл. Greys) су наводни ванземаљски биолошки ентитети. Име су добили по сивој боји коже.
Идеја о постојању таквих ванземаљских бића настала је 1961. године, а заснована је на случају наводне ванземаљске отмице брачног пара Хил. Међутим, скептици тврде да су сличне интерпретације постојале и раније у научно-фантастичним филмовима, књигама и стриповима.

## Изглед
На основу исказа различитих очевидаца, као и двојбене аутопсије проведене у оквиру Розвелског НЛО инцидента, може се реконструисати типичан изглед ових створења. Већина извештаја поставља њихову висину између 100 и 140 цм, ниже од просечне висине човека. Глава им је већа у односу на тело. Имају велике, тамне и лагано искошене очи, нос је доста слабо наглашен, уста се могу описати као један прорез или пукотина, док је забележен потпуни изостанак било каквих видљивих отвора са стране главе, попут ушне шкољке или било којег другог облика органа слуха.
У неким случајевима нису примећена уста, а претпоставка је да им не служе за говор. По тој теорији, претпоставља се да комуницирају уз помоћ телепатије. Врат је дугачак и узак, у неким случајевима неприметан због некаквог одевног предмета.
Руке су им дуге и танке и сежу до колена. На шакама имају по четири прста, без палца. Три прста су нешто дужа од четвртог. Доњи делови тела, у већини случајева нису довољно јасно описани, но постоје тврдње да су им стопала прилагођена животу у води.
Кожа им је углавном сиве боје, али неки сведоци тврде да може бити и ружичасто-сива. Немају длаке на телу, Репродуктивни органи или полне разлике међу припадницима нису уочљиве, па уфолози сматрају да се размножавају клонирањем.